# Dolina sunca (telenovela)
Dolina sunca hrvatska je telenovela koju je napisala Diana Pečkaj Vuković. Glavni redatelj je Branko Ivanda. Telenovelase prikazivala od 21. rujna 2009. do 15. srpnja 2010. na prvome programu HRT-a, te se sastoji od 210 epizoda. Snimanje telenovele počelo je potkraj kolovoza u Samoboru. Serija se prikazivala u Bugarskoj na NOVA TV-u, u Bosni i Hercegovini na Federalnoj televiziji i RTRS-u, u Makedoniji na TV A1, u Srbiji na televiziji B92, te u Crnoj Gori na TV Atlasu. Zbog velike gledanosti razmatralo se snimanje nove sezone što se, na kraju, nije dogodilo.
Ovo je ujedno i posljednja telenovela u produkciji HRT-a.

## Radnja
Okosnica telenovele dvije su žene, Eva Kralj i Julija Vitezović, koje žive u malom pokrajinskom gradiću Jablanovu te tamo pronađu ljubavnu sreću u šarmantnim muškarcima Kristijanu Vitezoviću i Andriji Bukovcu. Eva Kralj udovica je koja se seli iz Zagreba u živopisno mjesto Jablanovo u kojem je radio njezin pokojni suprug, odvjetnik Vjeko Kralj, i pri tome otkriva da je on vodio dvostruk život. U Jablanovu živi njegova ljubavnica Julija i njihovo dijete, Petar. Julija Vitezović gradonačelnica je Jablanova, podrijetlom iz bogate obitelji Vitezović, koja vodi veliko imanje. U Evin život ulaze dvojica muškarca - Julijin brat Kristijan Vitezović i šarmantni Andrija Bukovac, koji se tek vratio iz zatvora zbog podmetanja požara u pilani Sever u kojoj je čovjek smrtno nastradao. Serija prati padove i uspone triju generacija koje će se udružiti da bi spasile Jablanovo od obitelji Tomek.

## Glumačka postava

### Protagonisti
| glumac          | lik                 |
| --------------- | ------------------- |
| Ana Vilenica    | Eva Kralj           |
| Ivan Herceg     | Kristijan Vitezović |
| Bojana Gregorić | Julija Vitezović    |
| Robert Kurbaša  | Andrija Bukovac     |

### Antagonisti
| glumac               | lik                     |
| -------------------- | ----------------------- |
| Petar Ćiritović      | Juran Vitezović         |
| Nadežda Perišić-Nola | Renata Vitezović-Wolf † |
| Ranko Zidarić        | Gordan Tomek            |

### Sporedne uloge
| glumac/ica            | lik                      |
| --------------------- | ------------------------ |
| Marija Omaljev-Grbić  | Nataša Sever-Vitezović   |
| Barbara Nola          | Sofija Sever             |
| Csilla Barath Bastaić | Lada                     |
| Zijad Gračić          | Nikola Bukovac           |
| Višnja Babić          | Ruža Bukovac             |
| Nives Čanović         | Augustina Tina Vitezović |
| Ozren Domiter         | Karlo Sever              |
| Petar Cvirn           | Lovro Bukovac            |
| Barbara Prpić         | Stela                    |
| Vlasta Ramljak        | Adela Vitezović          |
| Krunoslav Šarić       | Ivan Vitezović           |
| Mirna Medaković       | Sonja Čavar              |
| Otokar Levaj          | Dr. Otto Čavar           |
| Vinko Kraljević       | fra Ante                 |
| Tamara Šoletić        | Loreta                   |
| Sandra Lončarić       | Višnja Horvat            |
| Marija Tadić          | Irena Vrbas              |
| David Ćuk             | Petar Vitezović          |
| Alan Katić            | Kruno "Kroni"            |
| Nikša Marinović       | fra Jakov                |
| Buga Župarić          | Sara Banić               |
| Adriana Šnajder       | Lara Banić               |
| Mario Valentić        | Žarko "Žare" Čavar       |
| Franjo Jurčec         | Mihić                    |
| Mira Bosanac          | Sanja                    |
| Nancy Abdel Sakhi     | Ines Bulat               |
| Petra Težak           | Sestra Monika            |
| Sanja Tahirović       | Rene                     |
| Frano Lasić           | Toni Herceg              |
| Željka Jakovljević    | Minja Tomek              |